# North Norwich (Nueva York)
North Norwich es un pueblo ubicado en el condado de Chenango en el estado estadounidense de Nueva York. En el año 2000 tenía una población de 1.966 habitantes y una densidad poblacional de 26.9 personas por km².

## Geografía
North Norwich se encuentra ubicado en las coordenadas 42°36′33″N 75°30′29″O / 42.60917, -75.50806.

## Demografía
Según la Oficina del Censo en 2000 los ingresos medios por hogar en la localidad eran de $37,450, y los ingresos medios por familia eran $42,414. Los hombres tenían unos ingresos medios de $30,605 frente a los $22,109 para las mujeres. La renta per cápita para la localidad era de $17,022. Alrededor del 16.1% de la población estaban por debajo del umbral de pobreza.